# Women’s Big Bash League 2019/20
Die Women’s Big Bash League 2019/20 war die fünfte Ausgabe der Women’s Big Bash League, der australischen Twenty20-Cricket-Liga für Franchises für Frauen. Die Saison wurde zwischen dem 18. Oktober und dem 8. Dezember 2019 ausgetragen. Im Finale konnten sich die Brisbane Heat gegen die Adelaide Strikers mit 6 Wickets durchsetzen.

## Franchises
Seit der Gründung der Liga nehmen die folgenden acht Franchises an dem Turnier teil.
| Franchise           | Farbe          | Stadt     |
| ------------------- | -------------- | --------- |
| Adelaide Strikers   | Blau           | Adelaide  |
| Brisbane Heat       | Türkis         | Brisbane  |
| Hobart Hurricanes   | Lila           | Hobart    |
| Melbourne Renegades | Rot            | Melbourne |
| Melbourne Stars     | Grün           | Melbourne |
| Perth Scorchers     | Orange         | Perth     |
| Sydney Sixers       | Pink           | Sydney    |
| Sydney Thunder      | Electric Green | Sydney    |

## Format
Die acht Franchises spielten in einer Gruppe gegen jedes andere Team jeweils zwei Mal. Die vier Erstplatzierten der Gruppe qualifizierten sich für die Playoffs die im K.-o.-System ausgetragen wurden.

## Gruppenphase
Tabelle
| Teams               | Sp. | S  | N  | NR | P  | RR     |
| ------------------- | --- | -- | -- | -- | -- | ------ |
| Brisbane Heat       | 14  | 10 | 4  | 0  | 20 | +0.723 |
| Adelaide Strikers   | 14  | 10 | 4  | 0  | 20 | +0.601 |
| Perth Scorchers     | 14  | 9  | 5  | 0  | 18 | +0.026 |
| Melbourne Renegades | 14  | 8  | 6  | 0  | 16 | +0.117 |
| Sydney Sixers       | 14  | 7  | 7  | 0  | 14 | −0.076 |
| Sydney Thunder      | 14  | 5  | 8  | 1  | 11 | −0.487 |
| Hobart Hurricanes   | 14  | 4  | 9  | 1  | 9  | −0.197 |
| Melbourne Stars     | 14  | 2  | 12 | 0  | 4  | −0.734 |

## Playoffs

### Halbfinale
| 7. Dezember Scorecard | Brisbane (ABF) | Perth Scorchers 126-7 (20)              | – | Adelaide Strikers 130-2 (18.1) |
|                       |                | Adelaide Strikers gewinnt mit 8 Wickets |   |                                |

| 7. Dezember Scorecard | Brisbane (ABF) | Melbourne Renegades 163-4 (20)      | – | Brisbane Heat 166-6 (18) |
|                       |                | Brisbane Heat gewinnt mit 4 Wickets |   |                          |

## Finale
| 8. Dezember Scorecard | Brisbane (ABF) | Adelaide Strikers 161-7 (20)        | – | Brisbane Heat 162-4 (18.1) |
|                       |                | Brisbane Heat gewinnt mit 6 Wickets |   |                            |

Damit konnten die Brisbane Heat ihren Titel vom Vorjahr verteidigen.

## Statistiken
Die folgenden Cricketstatistiken wurden bei dieser Tour erzielt.
| Tests            | Tests               | Tests   | Tests   | Tests   | Tests   | Tests   | Tests   | Tests   |
| Batting          | Batting             | Batting | Batting | Batting | Batting | Batting | Batting | Batting |
| Spieler          | Mannschaft          | Spiele  | Innings | Runs    | Average | HS      | 100s    | 50s     |
| ---------------- | ------------------- | ------- | ------- | ------- | ------- | ------- | ------- | ------- |
| Sophie Devine    | Adelaide Strikers   | 16      | 16      | 769     | 76,90   | 88      | 0       | 9       |
| Beth Mooney      | Brisbane Heat       | 16      | 16      | 743     | 74,30   | 86      | 0       | 9       |
| Jess Duffin      | Melbourne Renegades | 14      | 13      | 544     | 68,00   | 76*     | 0       | 5       |
| Meg Lanning      | Perth Scorchers     | 15      | 15      | 531     | 40,84   | 101     | 1       | 4       |
| Lizelle Lee      | Melbourne Stars     | 14      | 14      | 475     | 36,53   | 103*    | 1       | 4       |
| Bowling          |                     |         |         |         |         |         |         |         |
| Spieler          | Mannschaft          | Spiele  | Overs   | Wickets | Average | BBI     | 5W      | 10W     |
| Molly Strano     | Melbourne Renegades | 15      | 54.5    | 24      | 16,91   | 4/28    | 0       | 0       |
| Jess Jonassen    | Brisbane Heat       | 16      | 59.0    | 22      | 18,31   | 4/13    | 0       | 0       |
| Belinda Vakarewa | Hobart Hurricanes   | 13      | 51.5    | 20      | 15,80   | 4/19    | 0       | 0       |
| Sophie Devine    | Adelaide Strikers   | 16      | 58.0    | 19      | 20,68   | 3/13    | 0       | 0       |
| Sarah Coyte      | Adelaide Strikers   | 16      | 58.1    | 19      | 21,26   | 3/9     | 0       | 0       |